# Изотов, Алексей Николаевич
Алексе́й Никола́евич Изо́тов (род. 26 апреля 1973, Уфа, РСФСР, Башкирская АССР, СССР) — российский государственный деятель и политический деятель, депутат Государственной думы VII созыва, член фракции «Единая Россия», член комитета Госдумы по финансовому рынку.

## Биография
В 1992 году окончил Уфимский государственный колледж радиоэлектроники, после окончания колледжа и получения средне-технического образования поступил в Уфимский государственный авиационный технический университет, и в 1997 году окончил его по специальности «Менеджмент», в 2003 году прошёл переподготовку в Башкирской академии государственной службы и управления. С 1997 по 1999 год работал в банке «Башкредитбанк». С 1999 по 2000 год работал в Башкирском филиале Сбербанке РФ главным экономистом отдела кредитования, начальником сектора кредитования. С 2000 по 2004 г. — замдиректора, исполнительный директор, директор ООО «Башкиргазинвест». С 2004 году назначен исполнительным директором Стерлитамакского нефтехимического завода, в 2007 назначен генеральным директором завода. В марте 2008 года избран депутатом Государственного собрания — Курултая Республики Башкортостан IV созыва по одномандатному избирательному округу № 28.
В октябре 2010 года сложил полномочия генерального директора завода и депутатские полномочия в связи с назначением по контракту на должность мэра города Стерлитамак. После истечения двухлетнего контракта в ноябре 2012 года А. Н. Изотов решением Совета городского округа г. Стерлитамак вновь был назначен главой города.
В сентябре 2016 года баллотировался в депутаты Государственной Думы VII созыва, по результатам выборов был избран депутатом Госдумы по Стерлитамакскому одномандатному избирательному округу № 8.

## Законотворческая деятельность
С 2016 по 2019 год, в течение исполнения полномочий депутата Государственной Думы VII созыва, выступил соавтором 42 законодательных инициатив и поправок к проектам федеральных законов.

## Награды
- «За заслуги перед городом»[7]
- Благодарность Правительства Российской Федерации (16 декабря 2019 года) — за большой вклад в развитие российского парламентаризма и активную законотворческую деятельность[8]